# Lamponata daviesae
Lamponata daviesae is een spinnensoort uit de familie Lamponidae. De soort komt voor in Australië.